# نایف پارتی

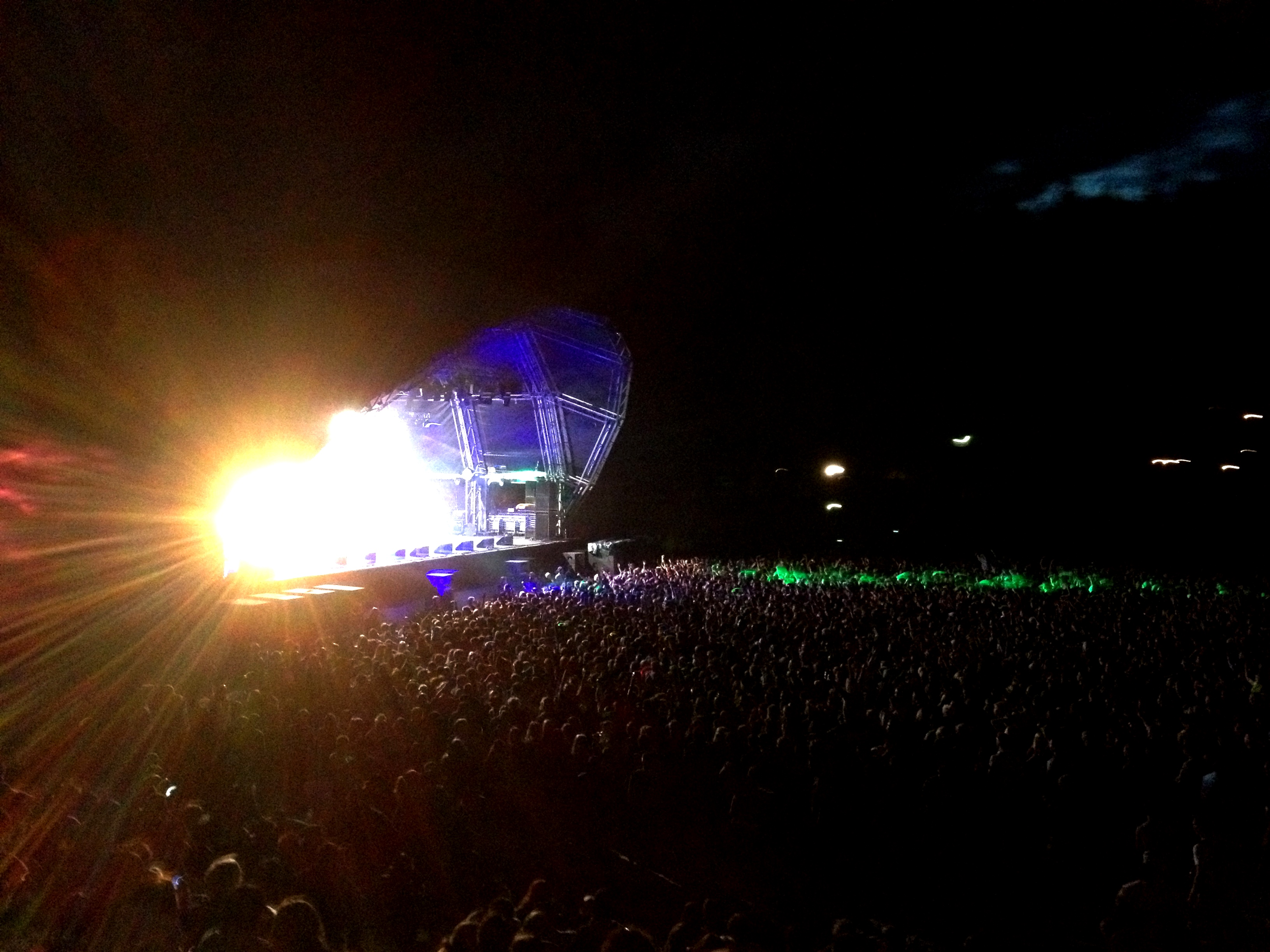
Live, Hove Festival 2012

نایف پارتی (به انگلیسی: Knife Party) یک گروه موسیقی دونفرهٔ استرالیایی است که در سبک‌های الکترو هاوس و داب‌استپ فعّالیت می‌کند. اعضای این گروه راب سوایر و گرت مک‌گریلن هستند که هردو قبلاً عضو گروه الکترونیک راک پندالوم بودند.